# .int
.int è un dominio di primo livello generico.
Introdotto nel 1988, il dominio è riservato alle organizzazioni internazionali, secondo i requisiti definiti dalla RFC 1591. Le organizzazioni istituite attraverso un trattato internazionale possono richiedere gratuitamente la registrazione di un solo dominio all'Internet Assigned Numbers Authority. Sono considerate organizzazioni internazionali anche le agenzie specializzate delle Nazioni Unite, oltre che le organizzazioni considerate osservatori dell'Assemblea generale delle Nazioni Unite.
Poiché inizialmente veniva usato anche per scopi legati all'infrastruttura di Internet, si è deciso di riservare il dominio .arpa a tale finalità.
Con l'introduzione del dominio .eu alcuni siti che utilizzavo un dominio .int, tra cui quello del Centro europeo per la prevenzione e il controllo delle malattie, sono stati trasferiti verso il portale web Europa.